# Дэвис, Джек (хоккеист)
Джон Фрэ́нсис (Джек) Дэ́вис (англ. John Francis (Jack) Davies, 14 июля 1928, Эдмонтон, Канада, Великобритания — 19 января 2009, Эдмонтон, Канада) — канадский хоккеист, защитник. Олимпийский чемпион 1952 года, двукратный чемпион мира 1950 и 1952 годов.

## Биография
Джек Дэвис родился 14 июля 1928 года в канадском городе Эдмонтон.
Играл в хоккей с шайбой на позиции защитника. С 1949 года выступал за любительскую команду «Эдмонтон Меркьюриз».
В 1950 году в составе сборной Канады, под маркой которой выступал «Эдмонтон Меркьюриз», завоевал золотую медаль чемпионата мира в Лондоне.
Два следующих сезона провёл в составе «Эдмонтон Кэпс» и «Эдмонтон Саутсайдс», выступавших в хоккейной лиге Эдмонтона.
В 1952 году вошёл в состав сборной Канады по хоккею с шайбой на зимних Олимпийских играх в Осло и завоевал золотую медаль. Играл на позиции защитника, провёл 8 матчей, забросил 4 шайбы (по одной в ворота сборных ОГК, Польши, Швейцарии и Норвегии). По итогам олимпийского турнира также получил золотую медаль чемпионата мира.
После Олимпиады завершил игровую карьеру и отдалился от хоккея, хотя участвовал в нескольких мероприятиях, посвящённых победе сборной Канады в 1952 году.
Умер 19 января 2009 года в Эдмонтоне.

## Память
В 1968 году в составе сборной Канады, выигравшей зимние Олимпийские игры 1952 года, введён в Зал спортивной славы Альберты.
В 2002 году введён в Канадский олимпийский зал славы.